# Tour de Catar
O Tour de Catar (oficialmente: Tour of Qatar) são duas carreiras ciclistas profissionais por etapas Catari, masculina e feminina, que se disputa a princípios do mês de agosto com 2 dias de diferença entre o final de um e o início da outra e sempre (excepto em 2006) com a masculina se disputando em primeiro lugar.
A masculina iniciou-se em 2002 e o seu primeiro ganhador foi Thorsten Wilhelms. Desde a sua criação foi de categoria 2.3; e desde a criação dos Circuitos Continentais da UCI em 2005 faz parte do UCI Asia Tour, dentro da categoria 2.1 primeiro e 2.hc (máxima categoria destes circuitos) desde 2012. A feminina, com o nome oficial de Ladies Tour of Qatar, começou-se a disputar em 2006 e sempre tem sido de categoria 2.1 (máxima categoria do profissionalismo para carreiras por etapas femininas ainda que em 2013, depois da introdução da categoria 2.hc, ficou num segundo grau mas só nesse ano já que essa categoria superior só existiu nesse ano de 2013).
A prova masculina sempre tem constado de seis etapas enquanto a feminina tem tido três.
Estão organizadas pela Amaury Sport Organisation (organizadores do Tour de France e Rally Dakar entre outros).
O corredor que mais vezes tem ganhado o Tour de Catar é Tom Boonen, com quatro triunfos.

## Palmarés

### Masculino
| Ano  | Vencedor           | Segundo            | Terceiro            |
| ---- | ------------------ | ------------------ | ------------------- |
| 2002 | Thorsten Wilhelms  | Damien Nazon       | Rudie Kemna         |
| 2003 | Alberto Loddo      | Olaf Pollack       | Ján Svorada         |
| 2004 | Robert Hunter      | Robbie McEwen      | Tom Boonen          |
| 2005 | Lars Michaelsen    | Matti Breschel     | Fabrizio Guidi      |
| 2006 | Tom Boonen         | Erik Zabel         | Aurélien Clerc      |
| 2007 | Wilfried Cretskens | Tom Boonen         | Steven de Jongh     |
| 2008 | Tom Boonen         | Steven de Jongh    | Greg Van Avermaet   |
| 2009 | Tom Boonen         | Heinrich Haussler  | Roger Hammond       |
| 2010 | Wouter Mol         | Geert Steurs       | Tom Boonen          |
| 2011 | Mark Renshaw       | Heinrich Haussler  | Daniele Bennati     |
| 2012 | Tom Boonen         | Tyler Farrar       | Juan Antonio Flecha |
| 2013 | Mark Cavendish     | Brent Bookwalter   | Taylor Phinney      |
| 2014 | Niki Terpstra      | Tom Boonen         | Jürgen Roelandts    |
| 2015 | Niki Terpstra      | Maciej Bodnar      | Alexander Kristoff  |
| 2016 | Mark Cavendish     | Alexander Kristoff | Greg Van Avermaet   |

#### Classificações secundárias
| Ano  | Pontos             | Jovens                   | Equipa                  |
| ---- | ------------------ | ------------------------ | ----------------------- |
| 2002 | Thorsten Wilhelms  | Vladimir Smirnov         | Coast                   |
| 2003 | Alberto Loddo      | Alberto Loddo            | CSC                     |
| 2004 | Tom Boonen         | Tom Boonen               | Fassa Bortolo           |
| 2005 | Tom Boonen         | Matti Breschel           | CSC                     |
| 2006 | Tom Boonen         | Matti Breschel           | Phonak Hearing Systems  |
| 2007 | Tom Boonen         | Alexandre Pichot         | Quick Step-Innergetic   |
| 2008 | Tom Boonen         | Greg Van Avermaet        | Quick Step              |
| 2009 | Heinrich Haussler  | Heinrich Haussler        | Cervélo                 |
| 2010 | Heinrich Haussler  | Roger Kluge              | Cervélo                 |
| 2011 | Heinrich Haussler  | Nikolas Maes             | Garmin-Cervélo          |
| 2012 | Tom Boonen         | Ramūnas Navardauskas     | Omega Pharma-QuickStep  |
| 2013 | Mark Cavendish     | Taylor Phinney           | BMC Racing              |
| 2014 | Tom Boonen         | Guillaume Van Keirsbulck | Omega Pharma-Quick Step |
| 2015 | Alexander Kristoff | Peter Sagan              | Etixx-Quick Step        |
| 2016 | Alexander Kristoff | Søren Kragh Andersen     | BMC Racing              |

### Feminino
| Ano  | Ganhadora            | Segunda          | Terça           |
| ---- | -------------------- | ---------------- | --------------- |
| 2009 | Kirsten Wild         | Giorgia Bronzini | Kirsty Broun    |
| 2010 | Kirsten Wild         | Giorgia Bronzini | Rasa Leleivyte  |
| 2011 | Ellen van Dijk       | Charlotte Becker | Íris Slappendel |
| 2012 | Judith Arndt         | Trixi Worrack    | Kirsten Wild    |
| 2013 | Kirsten Wild         | Chloe Hosking    | Ellen van Dijk  |
| 2014 | Kirsten Wild         | Amy Pieters      | Chloe Hosking   |
| 2015 | Elizabeth Armitstead | Chloe Hosking    | Ellen Van Dijk  |
| 2016 | Trixi Worrack        | Romy Kasper      | Ellen Van Dijk  |

## Palmarés por países

### Masculino
| País           | Vitórias | 2.º lugar | 3.º lugar | Total |
| -------------- | -------- | --------- | --------- | ----- |
| Bélgica        | 5        | 3         | 5         | 13    |
| Países Baixos  | 3        | 1         | 2         | 5     |
| Reino Unido    | 2        | 0         | 1         | 3     |
| Alemanha       | 1        | 3         | 0         | 4     |
| Austrália      | 1        | 2         | 0         | 3     |
| Dinamarca      | 1        | 1         | 0         | 2     |
| Itália         | 1        | 0         | 2         | 3     |
| África do Sul  | 1        | 0         | 0         | 1     |
| Estados Unidos | 0        | 2         | 1         | 3     |
| Noruega        | 0        | 1         | 1         | 2     |
| França         | 0        | 1         | 0         | 1     |
| Polónia        | 0        | 1         | 0         | 1     |
| Chéquia        | 0        | 0         | 1         | 1     |
| Suíça          | 0        | 0         | 1         | 1     |
| Espanha        | 0        | 0         | 1         | 1     |

### Feminino
| País          | Vitórias | 2.º lugar | 3.º lugar | Total |
| ------------- | -------- | --------- | --------- | ----- |
| Países Baixos | 5        | 1         | 5         | 11    |
| Alemanha      | 2        | 3         | 1         | 6     |
| Reino Unido   | 1        | 0         | 0         | 1     |
| Itália        | 0        | 2         | 0         | 2     |
| Austrália     | 0        | 2         | 2         | 4     |
| Lituânia      | 0        | 0         | 1         | 1     |

## Estatísticas

### Ganhadores a mais etapas
| Corredor           | Etapas |
| ------------------ | ------ |
| Tom Boonen         | 22     |
| Kirsten Wild       | 10     |
| Mark Cavendish     | 9      |
| Alexander Kristoff | 6      |
| Alberto Loddo      | 3      |
| Giorgia Bronzini   | 3      |
| Ellen Van Dijk     | 3      |
| Francesco Chicchi  | 2      |
| Robert Hunter      | 2      |
| Thorsten Wilhelms  | 2      |
| Heinrich Haussler  | 2      |
| Lizzie Armitstead  | 2      |
| Chloe Hosking      | 2      |